# Provincia del Katanga
La provincia del Katanga (in francese Province du Katanga) fu dal 1997 al 2015 una provincia della Repubblica Democratica del Congo.
Essa prendeva il nome dalla regione geografica più meridionale del Paese.

## Descrizione
Situata nella parte meridionale del Congo, è una delle regioni più prospere, ricca di giacimenti minerari del paese. La provincia aveva un'estensione di 496.877 km² con una popolazione di circa 5,6 milioni di persone. La sua capitale regionale è Lubumbashi.

## Storia
Il territorio di questa regione corrispondeva all'incirca a quello controllato dal regno di Yeke, conquistato dai belgi dello Stato Libero del Congo nel 1891.
Questa regione è stata spesso fonte di violente spinte secessioniste. 

### Lo Stato
Durante la crisi del Congo, tra il giugno 1960 e il gennaio 1963, è stata de facto indipendente con il nome di Stato del Katanga.
Dag Hammarskjöld, segretario generale delle Nazioni Unite, morì in un misterioso incidente aereo in Zambia il 18 settembre 1961, mentre si recava in Katanga per discutere dell'autonomia della regione. Nel 1967 il nord della regione fu teatro della rivolta dei mercenari europei.

### Nello Zaire
Tra il 1971 al 1997, in quello che allora veniva chiamato Zaire, era chiamata Shaba.
Nel 1997 tornò a denominarsi Katanga e divenne una delle 11 province della Repubblica Democratica del Congo, fino al 2015.

### Dopo la riforma
In base alla riforma della Costituzione approvata nel 2006, e diventata operativa nel 2015, il suo territorio è stato diviso in 4 diverse province: 
- Tanganyika,
- Alto Lomami,
- Lualaba,
- Alto Katanga.